# Gravilias
Gravilias – dystrykt w kantonie Desamparados, w prowincji San José, w Kostaryce. Leży on około godziny drogi na południe od Desamparados.

## Historia
Dystrykt Gravilias powstał na mocy dekretu Ejecuativo 21752-G dnia 23 listopada 1992 roku.

## Geografia
Gravilias ma powierzchnię 2.94 kilometrów kwadratowych i leży na wysokości 1,150 m n.p.m..

## Demografia
Według spisu ludności z 2011 roku dystrykt Gravilias liczył 15,024 mieszkańców.

## Transport

### Transport drogowy
Przez Gravilias biegną następujące drogi krajowe:
- Droga krajowa nr 206